# Wiedemar
Wiedemar település Németországban, azon belül Szászország tartományban. Lakosainak száma 5483 fő (2023. december 31.). Wiedemar Schkeuditz és Rackwitz községekkel határos.

## Népesség
A település népességének változása:
| Lakosok száma | 5234 | 5251 | 5385 | 5436 | 5483 |
|               | 2017 | 2019 | 2021 | 2022 | 2023 |